# Wilhelm Trautmann (Politiker)
Wilhelm Trautmann (* 29. Juli 1846 in Bitterfeld; † 5. Februar 1903 in Halle an der Saale) war ein deutscher Jurist und Mitglied des deutschen Reichstags.

## Leben
Trautmann besuchte die Höhere Bürgerschule in Sangerhausen und die latein. Hauptschule in Halle. Er studierte Rechtswissenschaften an der Universität in Halle. Seine Referandariatszeit absolvierte er in Halle, Naumburg und Berlin. Danach war er Gerichtskommissar in Staßfurt, bevor er sein erstes jurist. Examen 1868 in Naumburg ablegte. Er nahm am Krieg 1870/71 teil und erhielt das Eiserne Kreuz II. Klasse. Nach dem Assessorexamen 1874 war er als Kreisrichter in Staßfurt tätig.
Zwischen 1878 und 1881 war er Mitglied des Deutschen Reichstages für die Nationalliberale Partei und den Wahlkreis Magdeburg 7 (Calbe, Aschersleben).
Er ist der Vater des Politikers Paul Trautmann.